# Freiwild (Schauspiel)
Freiwild ist ein Schauspiel in drei Akten von Arthur Schnitzler, das am 3. November 1896 am Deutschen Theater Berlin unter Otto Brahm uraufgeführt wurde. Der Text erschien zwei Jahre darauf bei S. Fischer in Berlin.
Der wohlhabende Bürger Paul Rönning begehrt gegen den seinerzeit in Österreich-Ungarn geltenden Duellcodex auf. Er will leben und nicht Freiwild des streitsüchtigen, dünkelhaften Herrn Karinski, eines Oberleutnants der Kavallerie, sein. Haudegen Karinski, der sich als einer fühlt, „dem mehr erlaubt ist als den anderen“, übt wutentbrannt Selbstjustiz an dem Zivilisten.

## Zeit und Ort
Das Stück spielt gegen Ende des 19. Jahrhunderts in einem kleinen Badeort in der Nähe von Wien.

## Inhalt
Paul Rönnings Freunde sind sich einig – die junge Schauspielerin Anna Riedel ist die Geliebte Pauls. Rönning widerspricht. Es sei ein Flirt. Der Theaterdirektor meint, er habe ein leichtes Spiel mit seiner Naiven. Er kündigt Anna schriftlich und bietet ihr Weiterbeschäftigung für weniger Gage in seinem „Kunstinstitut“ an. Anna, obwohl auf das Geld angewiesen, geht nicht auf die räuberische Erpressung ein. Aber sie gesteht Paul: „Wenn man lang gehetzt wird, wird man schließlich müd’!“
Oberleutnant Karinski, ein Spieler und Schuldenmacher, ein Offizier, der mit der „ewigen Friedenszeit“ nicht zurechtkommt, bemüht sich wiederholt um Anna, wird aber immer wieder abgewiesen. Als der draufgängerische Oberleutnant die Schauspielerin schriftlich zum Souper einlädt und eine Absage erhält, hat er sich sowohl bei seinen Offizieren als auch bei den Zivilisten blamiert. Karinskis Zorn richtet sich gegen seinen Nebenbuhler Rönning. Er stichelt unablässig, provoziert ihn und wird dafür von Paul schließlich öffentlich geohrfeigt. Rönning lehnt die darauf folgende Duellforderung ab. Er will sich nicht „mit einem Lumpen“ schlagen. Die Freunde wenden sich von Rönning ab. Denn einer, der sich nicht schlagen will, ist kein Gentleman mehr. Anna, die ihr berufliches Glück in Wien versuchen möchte, bittet Rönning, sie zu begleiten. Er verspricht es und macht ihr einen Antrag. Anna lehnt zunächst ab, denn sie liebe ihn gar nicht. Gleich darauf ändert Anna ihre Meinung. Für das ganze Leben will das Paar zusammenbleiben.
Die Gegenpartei macht Rönning klar, er ruiniere Karinski als Offizier, wenn er sich nicht mit ihm schlage. Da erweist es sich, Paul hat durchaus Ehre im Leibe: Er wird nicht nach Wien gehen. Rönning bleibt. Der Theaterdirektor bietet Anna, einer Naiven, für die sich das Publikum duelliert, mehr Gage. Anna, der schriftlich gekündigt wurde, lehnt ab. Sie bestürmt Rönning, mit nach Wien zu fahren. Der will nicht feige fliehen und wird von Karinski erschossen.

## Selbstzeugnis
- „Nicht um das Duell, sondern um den Duellzwang handelt es sich.“[5]

## Rezeption
- Schnitzler nach dem Besuch der unten genannten Verfilmung: „Der Film ist leidlich; aber in eine ganz falsche Landschaft … verlegt … Evelyn Holt recht gut, langweilig; Kastner (Karinski) monoton; sonst alles gutes Mittelmass.“[6]
- Wolf erklärt den Terminus Freiwild. Das seien in dem Stück Schauspielerinnen und Duellverweigerer.[7]
- Gesellschaftskritik: Im Finale tritt der Bürger Rönning unerschrocken auf. Hingegen Karinski, Offizier der Donaumonarchie, sieht unsympathisch aus.[8]
- Perlmann:[9] Die innere Motivation der Charaktere in dem Stück sei unzureichend.
- Das Ende Rönnings, des Helden, erscheint beinahe als das eines Selbstmörders.[10]
- Erst im Februar 1898 wurde das Schauspiel in Wien aufgeführt. „Militaristen“ hätten die Uraufführung in der Donaumetropole verhindert.[11] In der Habsburgermonarchie wäre das Verbrechen Duell toleriert worden.[12]
- Das Schauspiel gehöre nicht zu den erfolgreichen Stücken des Autors.[13]

## Aufführungen
Das selten gespielte Stück wurde 1974 am Wiener Volkstheater in einem Zyklus selten gespielter Frühwerke Schnitzlers in der Regie von Gustav Manker aufgeführt. Besetzung: Kitty Speiser (Anna Riedel, Naive), Eugen Stark (Dr. Albert Wellner, Arzt), Peter Wolsdorff (Paul Rönning), Rudolf Strobl (Direktor des Sommertheaters), Brigitte Swoboda (Pepi Fischer, Soubrette), Heinz Petters (Poldi Grehlinger), Wolfgang Dauscha (Finke, Regisseur), Renate Olarova (Käthchen Schütz, 2. Liebhaberin), Walter Langer (Enderle, Komiker)

## Verfilmung
- Freiwild. Regie: Forrest Holger-Madsen. Stummfilm Deutschland 1928, Hegewald-Film. Mit Jesta Berg, Gerd Briese, Günther Hadank, Max Hansen, Evelyn Holt und Bruno Kastner.[14]